# Jane Collins

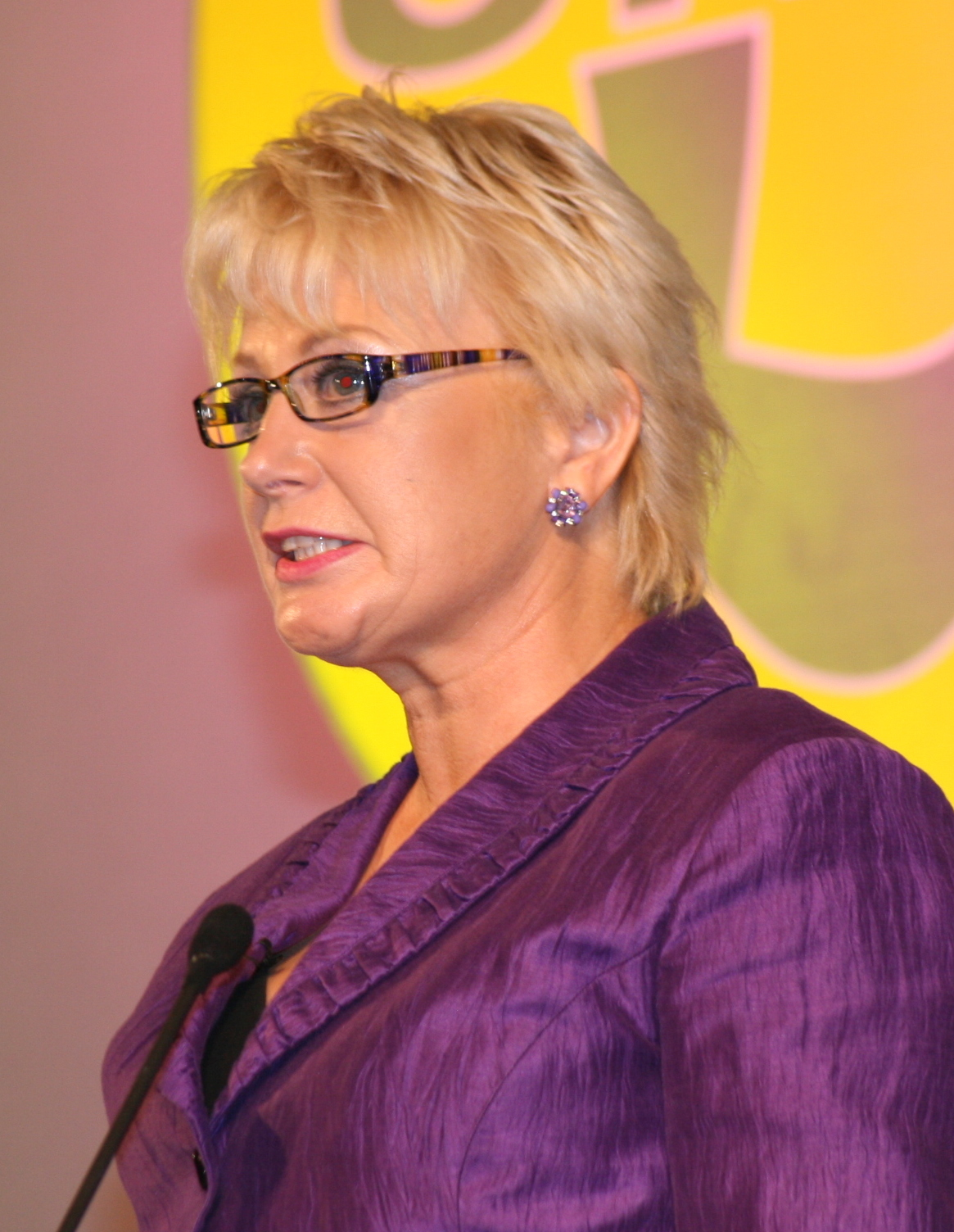
Jane Collins

Jane Collins (* 17. Februar 1962 in Pontefract) ist eine britische Politikerin der UK Independence Party.
Collins war von 2014 bis 2019 Abgeordnete im Europäischen Parlament. Dort war sie Mitglied im Ausschuss für Beschäftigung und soziale Angelegenheiten. Collins war vor ihrer politischen Karriere als Physiotherapeutin im Reitsport tätig.
Sie war bei folgenden politischen Parteien Mitglied:
- Europe of Freedom and Direct Democracy Group
- Europe of Nations and Freedom Group